# Emilia Dafni
Emilia Dafni właściwie Emilia Kurteli (gr.: Αιμιλία Κούρτελη; ur. 1881 w Marsylii, zm. 26 lipca 1941 w Atenach) – grecka pedagog, poetka, prozatorka, dramatopisarka i tłumaczka. 

## Biografia
Emilia Kurteli urodziła się w 1881 r. w Marsylii, we Francji. W młodym wieku przeprowadziła się z rodziną do Aten. Zainteresowanie literaturą powstało pod wpływem wpływem intelektualnego środowiska rodzinnego. Ojciec, pochodzący z wysyp Kefalinia, Joani Charalambu Kurteli, był wydawcą gazety „Semaphore” w Marsylii i magazynu literackiego „Ilisos” w Atenach. Jako pierwszy jej talent docenił przyjaciel ojca poeta Achileas Paraschos.    

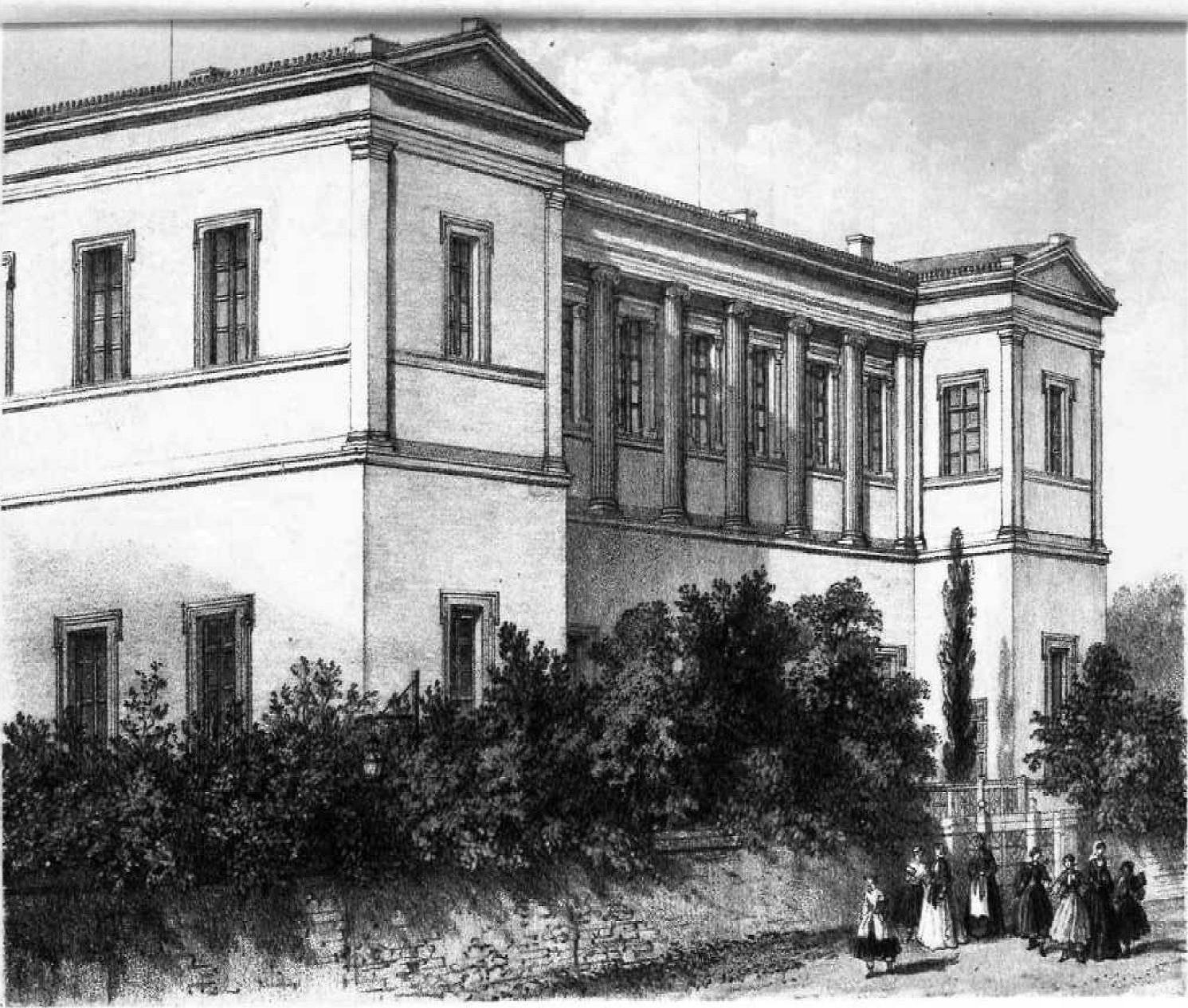
Arsakiia Scholia, Ateny, 1867

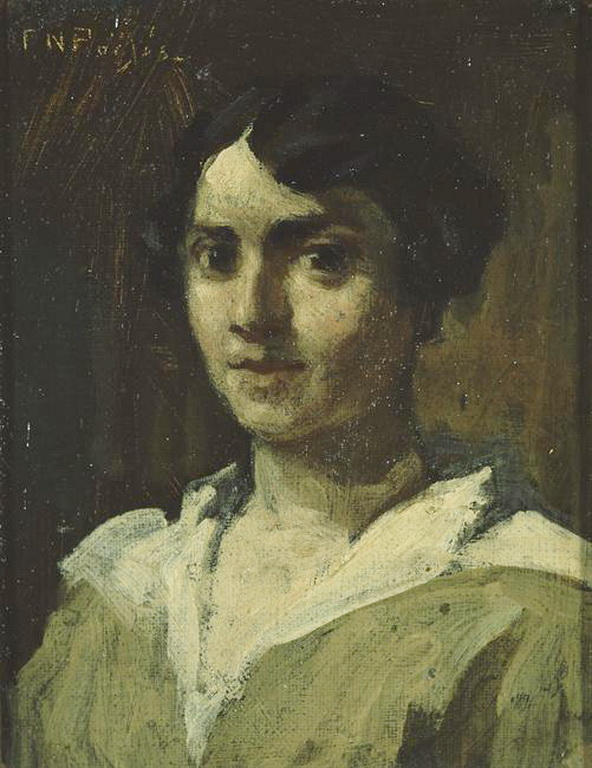
Emilia Dafni, obraz Jeorjosa Roilosa, przed 1927

Ukończyła prywatną szkołę Arsakiia-Tositsia Scholia przy Odos Panepistimiu, gdzie później została zatrudniona jako nauczycielka. W 1911 r. poślubiła poetę Stefano Dafnisa i zaczęła podpisywać swoje prace jako Emilia Dafni.   
W 1902 r. ukazał się jej pierwszy zbiór poezji zatytułowany Chrisantema. W 1923 r. ukazał się jej drugi zbiór zatytułowany Ta chrisa kipela, do którego wstęp napisał Kostis Palamas. Oprócz wierszy pisał także jednoaktówki, opowiadania i powieści. Sztuka Gloria Victis została nagrodzona przez stowarzyszenie greckich dramatopisarzy Eteria Elinon Teatrikon Singrafeon. Jej dzieła zostały przetłumaczone na język francuski i niemiecki.  
W 1967 r. kompozytor Janis Spanos umieścił na płycie A' Antolojia wiersz poetki Emilii Daphne Tris nei , tris fili, do którego skomponował muzykę. Piosenkę zaśpiewał Michalis Wiolaris. 

## Wybrane dzieła
Poezja:
- Chrisantema, 1902.
- Ta chrisa kipela, 1923.

Proza:
- To talando tis Smaros, 1923.
- I kseni ji, 1937.

Tłumaczenia:
- Henry Bordeaux: I alafroiskioti, 1922.

Dramaty:
- Gloria victis, 1921